# 莎蕾卡·埃普斯
莎蕾卡·埃普斯（英語：Shareeka Epps，1989年7月11日—），女，美国演员。曾获得独立精神奖最佳女主角奖。